# Wągieł (jezioro)
Wągieł (niem. Engel See) –  jezioro  na Pojezierzu Łagowskim, położone pomiędzy miejscowościami Nowa Wioska i Wągieł.